# Uropterygius
Genre
 Uropterygius est un genre de poissons marins de la famille des Muraenidae.

## Liste des espèces
| Selon World Register of Marine Species (25 février 2015) : - Uropterygius concolor Rüppell, 1838 - Uropterygius fasciolatus (Regan, 1909) - Uropterygius fuscoguttatus Schultz, 1953 - Uropterygius genie Randall & Golani, 1995 - Uropterygius golanii McCosker & Smith, 1997 - Uropterygius inornatus Gosline, 1958 - Uropterygius kamar McCosker & Randall, 1977 - Uropterygius macrocephalus (Bleeker, 1864) - Uropterygius macularius (Lesueur, 1825) - Uropterygius marmoratus (Lacepède, 1803) - Uropterygius micropterus (Bleeker, 1852) - Uropterygius nagoensis Hatooka, 1984 - Uropterygius oligospondylus Chen, Randall & Loh, 2008 - Uropterygius polyspilus (Regan, 1909) - Uropterygius polystictus Myers & Wade, 1941 - Uropterygius supraforatus (Regan, 1909) - Uropterygius versutus Bussing, 1991 - Uropterygius wheeleri Blache, 1967 - Uropterygius xanthopterus Bleeker, 1859 - Uropterygius xenodontus McCosker & Smith, 1997 | Selon ITIS (25 février 2015) : - Uropterygius alboguttatus Smith, 1962 - Uropterygius concolor Rüppell, 1838 - Uropterygius fasciolatus (Regan, 1909) - Uropterygius fuscoguttatus Schultz in Schultz, Herald, Lachner, Welander & Woods, 1953 - Uropterygius genie Randall & Golani, 1995 - Uropterygius golanii McCosker & Smith, 1997 - Uropterygius inornatus Gosline, 1958 - Uropterygius kamar McCosker & Randall, 1977 - Uropterygius macrocephalus (Bleeker, 1865) - Uropterygius macularius (Lesueur, 1825) - Uropterygius makatei Gosline, 1958 - Uropterygius marmoratus (Lacepède, 1803) - Uropterygius micropterus (Bleeker, 1852) - Uropterygius nagoensis Hatooka, 1984 - Uropterygius polyspilus (Regan, 1909) - Uropterygius polystictus Myers & Wade, 1941 - Uropterygius supraforatus (Regan, 1909) - Uropterygius versutus Bussing, 1991 - Uropterygius wheeleri Blache, 1967 - Uropterygius xanthopterus Bleeker, 1859 - Uropterygius xenodontus McCosker & Smith, 1997 |

Gymnomuraena marmorata
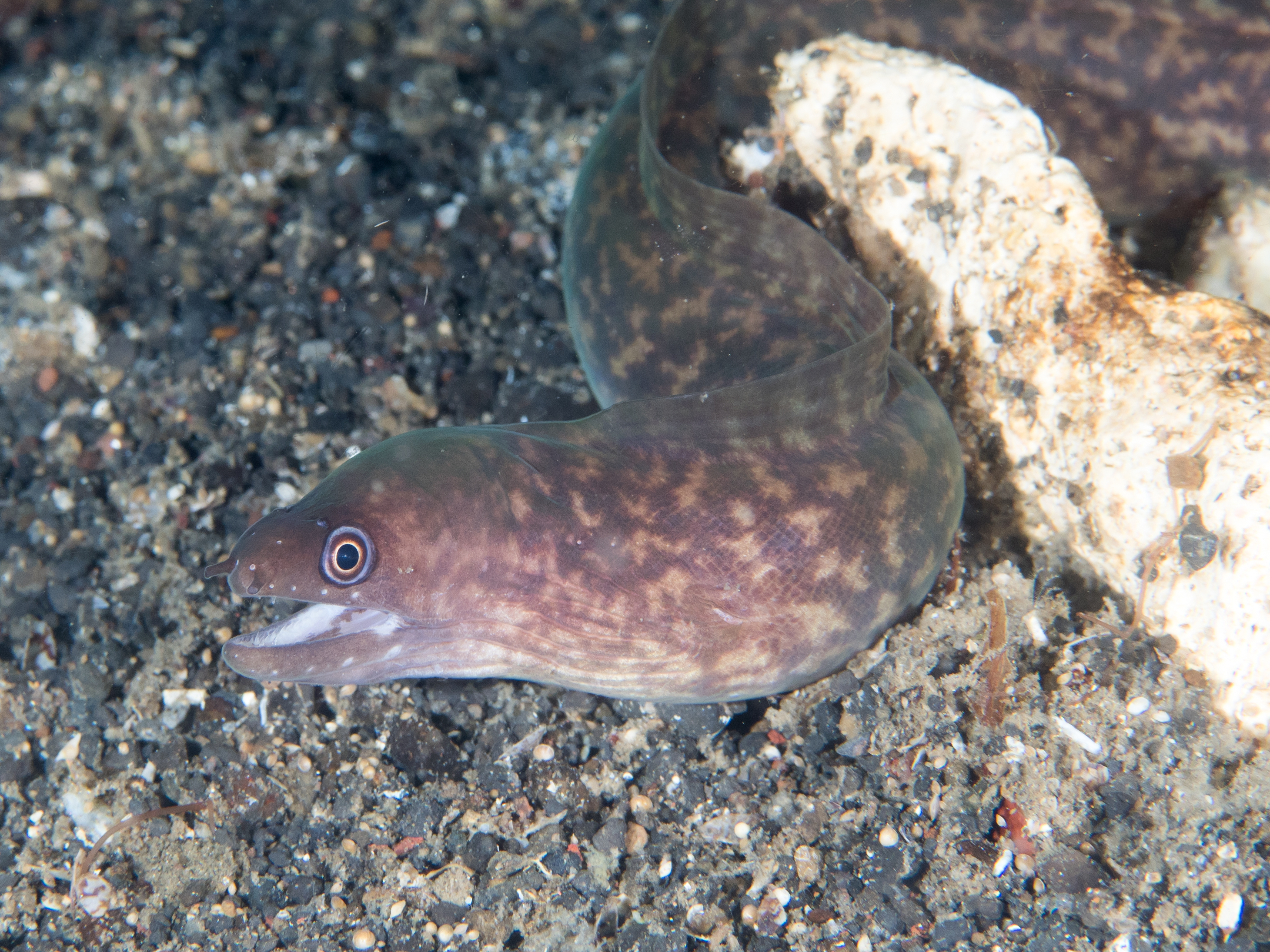
Uropterygius xanthopterus